# Universidad de Estudios de Palermo
La Universidad de estudios de Palermo (en italiano: Università degli Studi di Palermo) es una casa de estudios ubicada en Palermo, Italia, fundada en 1806 y organizada en 12 facultades.

## Historia
La universidad fue fundada oficialmente en 1806, aunque sus raíces se remontan a 1498 con la creación de escuelas de medicina y derecho. Posteriormente, a partir de la segunda mitad del siglo XVI, desde la cátedra del «Collegio Massimo al Casero» los jesuitas otorgaron por más de 200 años títulos en teología y filosofía.
En 1767 fueron expulsados por el rey Fernando de Borbón, hasta que 37 años después retornaron a su cátedra que entretanto había pasado a llamarse «Regia Accademia». El mismo rey decide entonces otorgar una sede mejor a la academia, mudándola desde el convento de los teatinos a la cercana iglesia de San José.
Luego de la unificación de Italia en 1860, la Universidad de Palermo fue modernizada por el tesón del químico S. Canizzaro y del ministro y especialista en estudios árabes M. Amari. Desde 1984 el edificio principal de la universidad, sede del rectorado, es el Palazzo Steri, uno de los edificios de mayor valor histórico de la ciudad, construido en 1307 como residencia de la familia Chiaramonte. No lejos del palazzo, sobre tierras otrora pertenecientes a la misma familia, se extiende el Jardín Botánico de Palermo.

## Organización

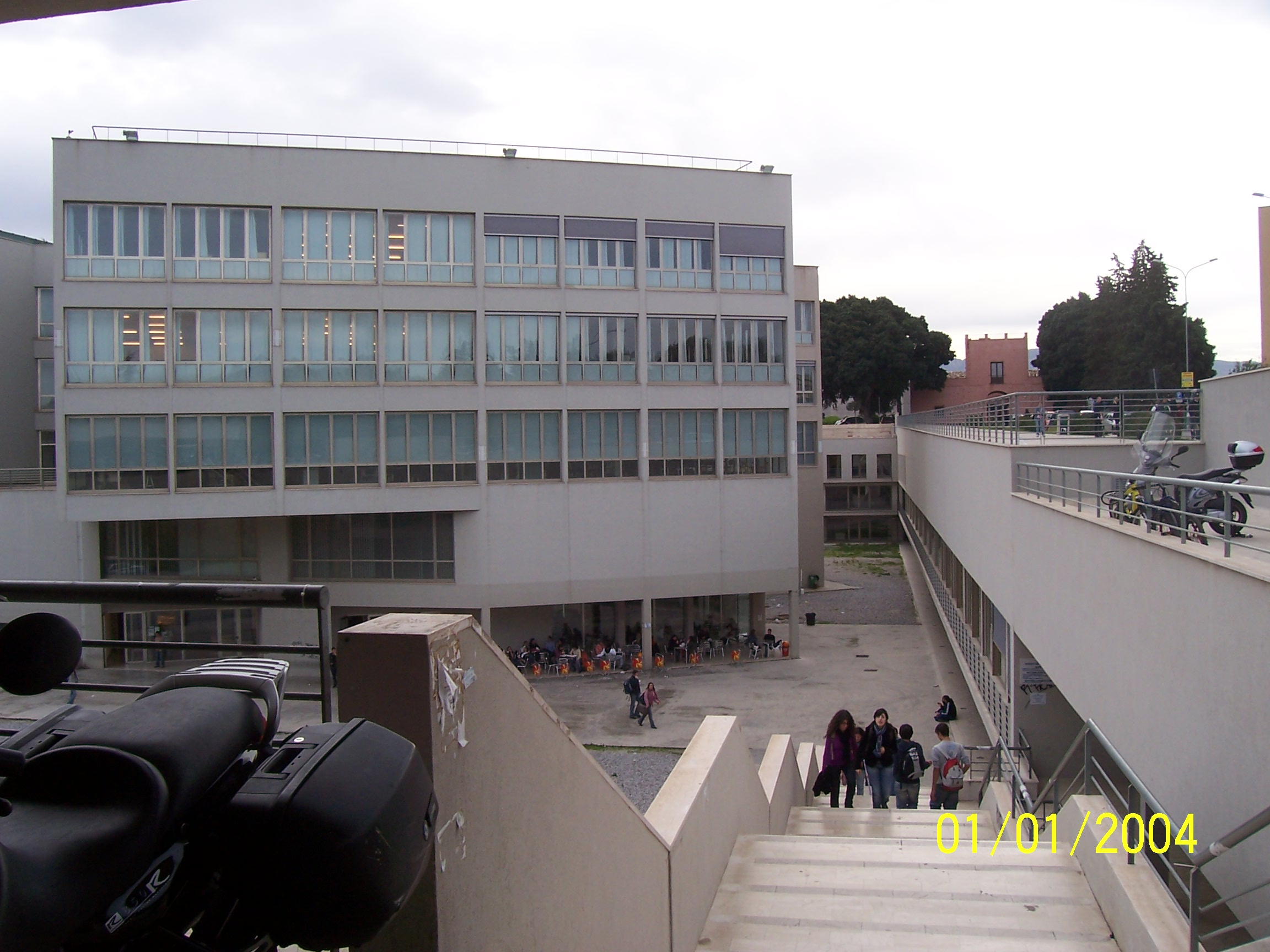
Facultad de Arquitectura

La universidad se divide en las siguientes 12 facultades:
- Facultad de Agricultura
- Facultad de Arquitectura
- Facultad de Artes y Humanidades.
- Facultad de Economía
- Facultad de Ciencias de la educación.
- Facultad de Ingeniería
- Facultad de Derecho
- Facultad de Matemática, Física y Ciencias naturales
- Facultad de Medicina
- Facultad de Ciencias mecánicas.
- Facultad de Farmacia
- Facultad de Ciencias políticas,